# Sohonut
Sohonut, pleme američkih Indijanaca koji se spominju uz još nekoliko drugih plemena, koja su prepustila svu svoju zemlju SAD-u osim pojasa između Tejon Passa i Kern Rivera u Kaliforniji. 
Njihova etnolingvistička pripadnost nije poznata, a mogli bi pripadati Mariposanskoj (yokutskoj), čumaškoj ili šošonskoj porodici.